# ليونارد أستروم
ليونارد أستروم (بالفنلندية: Leonard Åström)‏ هو صحفي فنلندي، ولد في 7 مارس 1883، وتوفي في 16 مايو 1939.